# Churchill Brothers FC Goa
Churchill Brothers FC Goa é um Clube de futebol indiano localizado em Salcete, Goa, e que disputa o principal campeonato do país, a I-League, liga de futebol profissional da Índia formada por 14 clubes.

## Títulos
- Campeonato Indiano: 3 (2008-09, 2012-13 e 2024-25)
- Copa da Federação: 1 (2014)
- IFA Shield: 2 (2009 e 2011)
- Durand Cup: 3 (2007, 2009 e 2011)
- Liga de Goa: 7 (1996, 1997, 1998, 1999, 2000, 2001 e 2008)

TOTAL: 15 títulos